# Pz.Sfl.IVc
Pz.Sfl.IVc — немецкая зенитная самоходная установка, разработанная на базе Pz.Kpfw. IV в 1940-х годах.

## История создания
В 1941 году Pz.Sfl.IVc должна была выступать в роли истребителя танков, но в конце 1941 года и от этой идеи отказались. В июне 1942 года проект возобновили и наметили производство зенитной самоходной установки. Для этого у фирмы Krupp были заказаны две опытные машины, которые должны были быть поставлены в середине 1943 года.
Было решено вооружить машину новой 88-мм зенитной пушкой Flak 41. Как и многие другие немецкие военные проекты, он не был завершен во время войны. К ноябрю 1943 года работа над машиной еще не была завершена, и Люфтваффе, ответственное за дизайн, отменило заказ на второй прототип. Первый прототип был завершен лишь в 1944 году. В январе 1945 года по разным причинам рейхсминистр Альберт Шпеер приказал завершить строительство Pz.Sfl.IVc.
Единственный опытный был испытан в Дании в марте 1944 года. И орудие, и его концепция были признаны устаревшими. Позже 88-мм пушка FlaK 41 была заменена на 88-мм пушку FlaK 37. После переоснащения ЗСУ была отправлена в Италию для полевых испытаний в 304-ю самоходную зенитно-артиллерийскую эскадрилью, входившую в состав 26-й танковой дивизии.

## Боевое применение
Pz.Sfl.IVc была отправлена в Италию в 304-ю самоходную зенитно-артиллерийскую эскадрилью, входившую в состав 26-й танковой дивизии.

## В игровой индустрии
Pz.Sfl.IVc представлена ПТ-САУ 5 уровня в ММО игре World of Tanks.
Также была добавлена в WoT Blitz, но в связи с изменениями в игре была переведена в раздел коллекционной техники.